# Джовай
Джовай (англ. Jowai) — місто в індійському штаті Мегхалая, адміністративний центр округу Західні Гори Джайнтія.

## Географія
Місто розташоване у східній частині штату.

### Клімат
Місто знаходиться у зоні, котра характеризується вологим субтропічним кліматом. Найтепліший місяць — серпень із середньою температурою 26.9 °C (80.4 °F). Найхолодніший місяць — січень, із середньою температурою 17.1 °С (62.7 °F).
| Клімат Джовая           | Клімат Джовая | Клімат Джовая | Клімат Джовая | Клімат Джовая | Клімат Джовая | Клімат Джовая | Клімат Джовая | Клімат Джовая | Клімат Джовая | Клімат Джовая | Клімат Джовая | Клімат Джовая | Клімат Джовая |
| Показник                | Січ.          | Лют.          | Бер.          | Квіт.         | Трав.         | Черв.         | Лип.          | Серп.         | Вер.          | Жовт.         | Лист.         | Груд.         | Рік           |
| Середній максимум, °C   | 23,5          | 25,4          | 29,1          | 29,8          | 29,5          | 29,3          | 29,7          | 29,9          | 29,9          | 29,1          | 27,1          | 24,3          | 28,1          |
| Середня температура, °C | 17            | 18,8          | 22,8          | 24,8          | 25,5          | 26,2          | 26,8          | 26,9          | 26,7          | 25,1          | 21,7          | 18,3          | 23,4          |
| Середній мінімум, °C    | 10,6          | 12,3          | 16,5          | 19,8          | 21,5          | 23,1          | 24,1          | 23,9          | 23,5          | 21,1          | 16,4          | 12,3          | 18,8          |
| Норма опадів, мм        | 11.6          | 41.7          | 112.8         | 290.2         | 595.4         | 869.5         | 755.4         | 619.6         | 443.8         | 236.7         | 37            | 6.5           | 4020.2        |
| ----------------------- | ------------- | ------------- | ------------- | ------------- | ------------- | ------------- | ------------- | ------------- | ------------- | ------------- | ------------- | ------------- | ------------- |
| Джерело: Weatherbase    |               |               |               |               |               |               |               |               |               |               |               |               |               |